# 전(錢) 국민 프로젝트 슈퍼리치2
《전(錢)국민 프로젝트 슈퍼리치2》는 JTBC에서 방송한 예능 프로그램이다.

## MC
- 김성주
- 이특
- 지상렬